# Кетрін Берр Блоджетт
Кетрін Берр Блоджетт (англ. Katharine Burr Blodgett; нар. 10 січня 1898 — пом. 12 жовтня 1979) — американська вчена, хімік поверхні, винайшла «невидиме» (невідбивне) скло під час роботи в General Electric. Перша жінка, яка отримала ступінь доктора фізики в Кембриджському університеті, 1926 р.

## Народження та дитинство
Блоджетт народилась 10 січня 1898 року в Шенектаді, Нью-Йорк. Вона була другою дитиною Кетрін Бьюкенен (Берр) і Джорджа Бедінгтона Блоджетт. Її батько був патентним повіреним у General Electric, де очолював цей відділ. Він був застрелений у своєму будинку грабіжником майже перед тим, як вона народилася. GE запропонувала нагороду $ 5 000 за арешт і засудження вбивці, але підозрюваний вбивця повісився в камері в Салемі, Нью-Йорк. Її мати була матеріально забезпечена після смерті чоловіка і переїхала в Нью-Йорк з Кетрін і сином Джорджем молодшим незабаром після народження Кетрін.
У 1901 році мати Кетрін перевезла сім'ю до Франції, щоб діти були двомовними. Вони жили там кілька років, повернулися в Нью-Йорк на рік (протягом якого час Кетрін відвідувала школу в Саранак Лейк), а потім подорожували Німеччиною. У 1912 році Блоджетт повернулась зі своєю сім'єю до Нью-Йорка і відвідувала школу Райсон в Нью-Йорку.

## Освіта
Раннє дитинство Блоджетт було розділене між Нью-Йорком та Європою, і вона не була зарахована до школи до восьми років. Після відвідування школи Рейсон в Нью-Йорку, вона вступила до коледжу Брін-Мар на стипендію, де її надихнули два професори, зокрема: математик Шарлотта Ангас Скотт і фізик Джеймс Барнс.
У 1917 році Ірвінг Ленгмюр, колишній колега її батька і майбутній лауреат Нобелівської премії, взяв Кетрін на екскурсію в науково-дослідні лабораторії General Electric (GE). Він запропонував їй дослідницьку посаду в GE, якщо вона спочатку закінчить вищу освіту, тому вона вступила до магістерської програми в Чиказькому університеті після отримання ступеня бакалавра.
У Чиказькому університеті вона вивчала адсорбцію газу з Гарві Б.Лемоном, досліджуючи хімічну структуру протигазів. Вона закінчила магістратуру 1918 року і зайняла позицію наукового співробітника, працюючи з Ленгмюром. Після шести років роботи в компанії, Блоджетт вирішила отримати докторський ступінь з надією на подальший розвиток в рамках GE. Ленгмюр організував для неї вивчення фізики в Кембриджському університеті Кавендіш, переконавши дещо неохочих адміністраторів Кавендіша запропонувати одну з небагатьох позицій жінці. Вона була зарахована до коледжу Ньюнхем 1924 р.. Вона навчалася у сера Ернеста Резерфорда і в 1926 році стала першою жінкою, яка отримала докторський ступінь з фізики в Кембриджському університеті.

## Робота в General Electric
Блоджетт була найнята General Electric в якості наукового співробітника в 1918 році після отримання ступеня магістра в Чиказькому університеті. Вона була першою жінкою, яка працювала вченим в лабораторії General Electric в Шенектаді, штат Нью-Йорк. Вона часто співпрацювала з Ірвінгом Ленгмюром, який був піонером техніки створення мономолекулярних тонких плівок на поверхні води. Блоджетт і Ленгмюр досліджували застосування аналогічних методів для ліпідів, полімерів і білків, створюючи мономолекулярні покриття, призначені для покриття поверхонь води, металу або скла. Ці спеціальні покриття були маслянисті і могли бути нанесені шарами завтовшки всього декілька нанометрів.
У 1935 році Блоджетт розширила роботу Ленгмюра, розробивши метод поширення мономолекулярних покриттів по черзі на скло або метал. Неодноразово занурюючи металеву пластину у воду, покриту шаром олії, вона змогла укладати на пластинку шари олії з молекулярною точністю. Апарат, який вона використовувала і уточнювала, відомий як лоток Ленгмюра — Блоджетт.
Використовуючи цю техніку, Блоджетт розробила практичне застосування для тонких плівок Ленгмюра. Блоджетт використовувала плівку стеарату барію для покриття скла 44 мономолекулярними шарами, роблячи скло більш ніж на 99 % прозорим і створюючи «невидиме» скло. Видиме світло, що відбивається шарами плівки, скасувало відображення, створені склом. Цей тип невідбиваючого покриття тепер називається плівкою Ленгмюра — Блоджетт і широко використовується. Першим великим кінематографічним виробництвом, яке використовувало невидиме скло Блоджетт, був популярний фільм «Звіяні вітром» (1939), відомий своєю кристально чистою кінематографією. Після впровадження, нерефлекторні об'єктиви для проекторів і фотоапаратів використовувала післявоєнна кіноіндустрія. Скло Блоджетт також використовувалося для перископів підводних човнів і шпигунських камер літаків під час Другої світової війни.
Блоджетт також винайшла кольоровий датчик, метод для вимірювання молекулярних покриттів на склі до мільйонної частки дюйма. Датчик використовує концепцію, що різні товщини покриттів мають різні кольори. При вивченні наплавлення стеаринової кислоти на скляній пластині, вона зрозуміла, що додавання кожного шару, товщиною приблизно 2 / 10 000 000 дюймів, надійно змінювало колір пластини. До її винаходу, найкращі вимірювальні прилади були з точністю до кількох тисячних дюймів. Її скляна «лінійка» набагато точніше показувала прогресування кольорів і їх відповідну товщину. Вимірювання товщини стало таким же простим, як і співставлення кольорів.
Блоджетт і Ленгмюр також працювали над вдосконаленням лампочки. Їх дослідження електричних розрядів у газах допомогли закласти основи для фізики плазми.
Доктор Блоджетт отримала вісім патентів США під час своєї кар'єри. Вона була єдиним винахідником шести з цих патентів: на двох вона її співвинахідником був Вінсент Шефер. Блоджетт опублікувала понад 30 технічних робіт у різних наукових журналах і була винахідником адсорбентів отруйних газів, методів боротьби з заледенінням крил літаків і поліпшення димових екранів.

## Особисте життя
Блоджетт ніколи не одружувався і жила яскравим життям у так званому Бостонському шлюбі протягом багатьох років з Гертрудою Браун, яка була зі старої сім'ї у Шенектаді. В інший період вона також жила з Елсі Ерінгтон, директором школи для дівчат, що народилася в Англії. «Таке ведення домогосподарство звільнило Блоджетт від більшості домашніх обов'язків, за винятком того, що вона зробила свої знамениті яблучні пюре і попвевери. На жаль, вона не залишила жодних особистих документів з думками про довготривалі стосунки з цими жінками».
Кетрін Блоджетт Геббі, племінниця і тезка Блоджетт, стала астрофізиком і державним службовцем. У автобіографічному мемуарі Геббі згадувала про відвідання її родини тіткою Блоджетт: «вона завжди прибувала з валізами, повними 'апарату', яким вона показувала нам такі чудеса, як зробити кольори, занурюючи скляні палички в тонкі плівки олії, що плавають по воді.» Геббі у подальшому житті часто згадувала про вплив своєї тітки особистим прикладом на вибір її кар'єри в науці.

## Соціальне життя і захоплення
Блоджетт купила будинок у Шенектаді навпроти будинку її народження, де провела більшу частину дорослого життя. Вона була актрисою в театральній групі свого міста і добровільно брала участь у громадських та благодійних організаціях. Блоджетт була скарбником Товариства Допомоги Подорожуючим. Літні періоди вона проводила в таборі на озері Джордж у штаті Нью-Йорк, де задовольняла свою любов до садівництва. Блоджетт також була завзятим астрономом-аматором; вона збирала антикваріат, грала з друзями і писала у вільний час смішні вірші. Вона померла в своєму будинку 12 жовтня 1979 року.

## Нагороди
Блоджетт отримала численні нагороди протягом свого життя. Вона отримала зірку в сьомому виданні American Men of Science (1943) на визнання її однією з 1000 найвідоміших вчених у Сполучених Штатах. У 1945 році Американська асоціація університетських жінок відзначила її щорічною нагородою за досягнення.
У 1951 році вона отримала престижну медаль Френсіса Гарвана від Американського хімічного товариства за її роботу над мономолекулярними плівками. Того ж року вона була обрана Торговою палатою США як одна з 15 «жінок з досягненнями». Також у 1951 році вона була вшанована Першою Асамблеєю американських жінок у досягненні Бостона (єдиний вчений у групі) а мер Шенектаді вшанував її Днем Кетрін Блоджетт 13 червня 1951 року за всю честь, яку вона принесла до її громади.
У 1972 році Фотографічне товариство Америки віддало їй щорічну нагороду за досягнення а в 2007 році вона була введена в Національний зал слави винахідників. У 2008 році була відкрита початкова школа в Шенектаді, яка носила її ім'я.
Вона отримала титули почесного доктора від коледжу Ельміра (1939), Західного коледжу (1942), Браунського університету (1942) і Коледжу Рассела Сейджа (1944).

## Патенти
- U.S. Patent 2 220 860 від 5 листопада 1940: «Film Structure and Method of Preparation»
- U.S. Patent 2 220 861 від 5 листопада 1940: «Reduction of Surface Reflection»
- U.S. Patent 2 220 862 від 5 листопада 1940: «Low-Reflectance Glass»
- U.S. Patent 2 493 745 від 10 січня 1950: «Electrical Indicator of Mechanical Expansion» (with Vincent J. Schaefer)
- U.S. Patent 2 587 282 від 26 лютого 1952: «Step Gauge for Measuring Thickness of Thin Films»
- U.S. Patent 2 589 983 від 18 березня 1952: «Electrical Indicator of Mechanical Expansion» (with Vincent J. Schaefer)
- U.S. Patent 2 597 562 від 20 травня 1952: «Electrically Conducting Layer»
- U.S. Patent 2 636 832 від 28 квітня 1953: «Method of Forming Semiconducting Layers on Glass and Article Formed Thereby»

## Подальше читання
- Shearer, Benjamin F.; Shearer, Barbara Smith (1997). Notable women in the physical sciences: a biographical dictionary (вид. ebook). Westport, Conn.: Greenwood Press. OCLC 644247606.
- Byers, Nina; Williams, Gary A. (2006). Out of the shadows : contributions of twentieth-century women to physics (вид. Print book, English). Cambridge, UK; New York: Cambridge University Press. ISBN 978-0521821971. OCLC 62891583.
- Making contributions : an historical overview of women's role in physics (вид. Print book: Biography: English). College Park, MD: American Association of Physics Teachers. 1984. ISBN 978-0917853098. OCLC 12196220.